# Bosoproller
De bosoproller (Armadillidium opacum) is een pissebed uit de familie Armadillidiidae. De wetenschappelijke naam van de soort is voor het eerst geldig gepubliceerd in 1844 door Koch.